# Hit (informatique)
Pour les articles homonymes, voir Hit.
Le terme hit (le terme français équivalent est accès) est utilisé par les compteurs de pages web et désigne une requête à un serveur HTTP demandant un fichier (image, HTML, JavaScript, feuille de style CSS, etc).
Le chargement d'une page HTML peut générer plusieurs hits lorsque la page contient des références à d'autres fichiers sur le même serveur. C'est donc une mesure imprécise de la popularité d'un site ou du nombre de visites d'un site. Toutefois, cette mesure permet d'évaluer les besoins de puissance au niveau du serveur hébergeant le site. Un serveur doit pouvoir servir un certain nombre de hits par seconde.